# Тогузак (Фёдоровский район)
Тогузак (каз. Тоғызақ) — упразднённое село в Фёдоровском районе Костанайской области Казахстана. Ликвидировано в 2013 году. Входило в состав Новошумного сельского округа. Находится примерно в 37 км к северо-западу от районного центра, села Фёдоровка. Код КАТО — 396855400.

## Население
В 1999 году население села составляло 231 человек (131 мужчина и 100 женщин). По данным переписи 2009 года в селе проживал 51 человек (34 мужчины и 17 женщин).

## Известные жители и уроженцы
- Клименко, Иван Аверьянович (1906—1968) — Герой Социалистического Труда.